# Harrisburg, Pennsylvania
Harrisburg este capitala statului Pennsylvania al Statelor Unite ale Americii și sediul comitatului Dauphin.
1. 1 2  Getty Thesaurus of Geographic Names, accesat în 2 martie 2023
2. ↑  GeoNames, accesat în 2 martie 2023
3. 1 2  Ballotpedia, accesat în 2 martie 2023
4. ↑  OFFICE OF THE MAYOR (în engleză), accesat în 2 martie 2023
5. ↑  2016 U.S. Gazetteer Files